# Pia Viitanen
Pia Viitanen (ur. 7 kwietnia 1967 w Tampere) – fińska polityk, posłanka do Eduskunty, od 2013 do 2014 minister mieszkalnictwa i łączności, od 2014 do 2015 minister mieszkalnictwa i kultury.

## Życiorys
Z wykształcenia magister nauk społecznych. Zaangażowała się w działalność Socjaldemokratycznej Partii Finlandii, pełniła szereg funkcji w organizacji partyjnej. W 1995 po raz pierwszy uzyskała mandat deputowanej do Eduskunty, ubiegała się z powodzeniem o reelekcję w kolejnych wyborach (1999, 2003, 2007, 2011, 2015, 2019 i 2023).
24 maja 2013 w rządzie Jyrkiego Katainena objęła urząd ministra mieszkalnictwa i łączności. 4 kwietnia 2014 przeszła na urząd ministra mieszkalnictwa i kultury. Pozostała na tym stanowisku również w utworzonym w 2014 gabinecie Alexandra Stubba. Zakończyła urzędowanie 29 maja 2015.